# Amirantes
Le isole Amirantes (Les Amirantes), sono un gruppo di isole e atolli corallini che appartengono alle isole Seychelles esterne. Esse poggiano sull'Amirantes Plateau, che giace ad una profondità variabile tra i 25 e i 70 m, eccetto l'isola principale, Île Desroches ad est.
L'area totale delle isole è 9.91 km². La popolazione si aggira sui 100 abitanti, 50 dei quali in Desroches.

## Storia
Le isole Amirantes furono scoperte da Vasco de Gama durante il suo secondo viaggio d'esplorazione nel 1502, e chiamate Ilhas do Almirante (isole dell'ammiraglio).

## Isole prossime
A 90 chilometri a sud delle isole Amirante ci sono le isole Alphonse, il gruppo di isole più vicino, a volte considerate erroneamente parte delle Amirantes.